# Svenska flicka
"Svenska flicka" var  Ann-Louise Hansons sång i den svenska Melodifestivalen 1969, där bidraget slutade på femte plats. På Svensktoppen låg melodin i fyra veckor under perioden 13 april-4 maj 1969, med tredjeplats som bästa resultat där.